# إرنست كريستوف
إرنست كريستوف (بالفرنسية: Ernest Christophe)‏ هو نحات فرنسي، ولد في 1827 في Loches ‏ في فرنسا، وتوفي في 1892 في باريس في فرنسا.